# الدراج (فلم 1987)
الدرّاج (بالفارسية: بايسيكلران) فيلم درامي رياضي إيراني أنتج عام 1987 من تأليف وإخراج محسن مخملباف، بطولة محرم زين الزاده في دور أبو أحمد.

## القصة
نسيم لاجئ أفغاني فقير في إيران، يحتج متظاهرًا في ساحة مدينته بطريقةٍ مختلفة؛ حيث يركب دراجته دون توقف لمدة سبعة أيام وسبع ليال، بهدف جمع الأموال لعملية جراحية ستنقذ حياة زوجته المحتضرة. في النهاية حتى بعد سبعة أيام يواصل الدواسة إلى ما لا نهاية، مرهقًا للغاية لسماع نداءات ابنه والحشد للنزول من دراجته. يحلل أحد الباحثين الفيلم على أنه رمزي يحاكي الاستغلال الذي يعاني منه اللاجئون الأفغان في إيران ولا يمكنهم الهروب منه.

## الجوائز
في عام 1991 فاز الفيلم بجائزة أفضل فيلم روائي في مهرجان هاواي السينمائي الدولي.

## روابط خارجية
- الدراج على موقع IMDb (الإنجليزية)
- الدراج على موقع نتفليكس (الإنجليزية)
- الدراج على موقع ألو سيني (الفرنسية)
- الدراج على موقع قاعدة بيانات الأفلام السويدية (السويدية)
- الدراج على موقع قاعدة بيانات الفيلم (الإنجليزية)
- الدراج على موقع ليتربوكسد (الإنجليزية)
- الدراج على موقع كينوبويسك (الروسية)
- The Cyclist  في قاعدة بيانات الأفلام على الإنترنت (بالإنجليزية)